# هانس ميسمر
هانس ميسمر (بالألمانية: Hannes Messemer)‏ هو ممثل ألماني، ولد في 17 مايو 1924 في ألمانيا، وتوفي بنفس المكان في 2 نوفمبر 1991 بسبب نوبة قلبية. من الجوائز التي نالها جائزة الفيلم الألماني ‏.

## أعمال

### أفلام
- (1963) الهروب الكبير

## جوائز
- جائزة الفيلم الألماني [الإنجليزية]‏

## وصلات خارجية
- هانس ميسمر على موقع IMDb (الإنجليزية)
- هانس ميسمر على موقع مونزينجر (الألمانية)
- هانس ميسمر على موقع ألو سيني (الفرنسية)
- هانس ميسمر على موقع ميوزك برينز (الإنجليزية)
- هانس ميسمر على موقع أول موفي (الإنجليزية)
- هانس ميسمر على موقع قاعدة بيانات الأفلام السويدية (السويدية)
- هانس ميسمر على موقع ديسكوغز (الإنجليزية)
- هانس ميسمر على موقع قاعدة بيانات الفيلم (الإنجليزية)
- هانس ميسمر على موقع كينوبويسك (الروسية)